# Alfi Kabiljo
Alfi (Alfons) Kabiljo (Zagreb, 22. prosinca 1935. – Zagreb, 1. travnja 2025.) bio je hrvatski skladatelj, dirigent, aranžer, pijanist, tekstopisac, libretist i producent.
Skladao je glazbu za 40-ak filmova i oko stotinu televizijskih serija. Autor je brojnih popularnih skladbi i šansona te je višestruki pobjednik i sudionik festivala lake glazbe u domovini i inozemstvu. Na Zimskim Olimpijskim igrama odigranih 1994., 1998. i 2002. godine, najpoznatiji su svjetski klizači nastupali uz njegovu glazbu. Među njegovim najpopularnijim mjuziklima je i danas Jalta, Jalta, premijerno izvedena 1971. godine. Njegov sin Ilan Kabiljo također je glazbenik.

## Životopis
Alfi Kabiljo, sefardskoga porijekla iz Bosne i Hercegovine, rodio se 22. prosinca 1935. godine u Zagrebu gdje je pohađao privatnu glazbenu školu kod velikog hrvatskog skladatelja i pedagoga Rudolfa Matza, te završio glazbenu školu Vatroslav Lisinski. Kompoziciju je usavršavao u Parizu kod belgijskog producenta Rogera Samyna. Diplomirao je arhitekturu, a nekoliko desetljeća djeluje kao profesionalni skladatelj, dirigent, aranžer i producent glazbenih izdanja. Veliki broj svojih diskografskih i filmskih izdanja snimao je u Barceloni, Beču, Londonu, Los Angelesu, Ljubljani, Madridu, Parizu, Tokiju, a najviše u Zagrebu. Također piše glazbu za kazalište, film, TV, šansone, zabavne melodije, orkestralna i komorna djela.
Neki od najpoznatijih mjuzikla su mu "Velika trka" (prvi mjuzikl u SFRJ, koji je 1969. godine objavljen na ploči), "Jalta, Jalta", "Dlakav život", "Car Franjo Josip u Zagrebu", "Kralj je gol" (za kojeg je libreto napisao Milan Grgić), te "Crveni otok" (Bulgakov, Kljaković, Grgić), "Vjenčani list" (Kishon, Kušan) i "Tko pjeva zlo ne misli" (Britvić). Od televizijskih mjuzikla tu su "Dramolet po Ciribiliju" i "Porodično stablo" (Grgić), te dječji mjuzikli "Hvali more, drž’ se kraja" (Bjažić), "Bijela pustolovina" (Simonelli) i Andersenove priče (Hitrec). Kazališne predstave su mu odigrane preko 2000 puta. Mjuzikl "Jalta Jalta" je 22. studenog 2004. godine izveden na njemačkom jeziku u Beču, a 3. veljače 2005. godine u novoj izvedbi (u režiji Boyka Bogdanova) u HNK-u u Rijeci.
Tereza Kesovija imala je velikog uspjeha u izvedbi njegovih skladbi, a neke od njih su "Parkovi" (1. nagrada u Večeri šansone-Zagreb '65.), "Nek idu lađe" (1. nagrada na internacionalnom festivalu zabavne glazbe Split '73), "Voli me, voli me" (3. nagrada Split '71), "Nema života bez ljubavi" (Split '68.), "Ti si meni sve" (Mexico '71.), "Tražim te", "Koraci", "Grade moj" (Split '65.), "Ballade a la lune" (iz filma Gospođica) i mnoge druge.
Vice Vukov je s Kabiljovom patriotskom pjesmom "Tvoja zemlja" postigao zapažen uspjeh.
Alfi Kabiljo član je međunarodne festivalske organizacije FIDOF-a (International Federation of Festival Organizations) i bio je predsjednik Hrvatskog društva skladatelja.

### Smrt
Kabiljo je preminuo 2. travnja 2025. u 90. godini života.

## Nagrade
Alfi Kabiljo osvojio je brojne domaće i međunarodne nagrade. S Radojkom Šverko među ostalim brojnim nagradama osvojio je na festivalima za skladbe "Svijet je moj" (2. nagrada na internacionalnom festivalu u Rio de Janeiru 1970.), "C'est la vie" (1. nagrada u večeri šansona na festivalu Zagreb 1983.), "Ti si ruža, Balalajke" (1. nagrada na internacionalnom festivalu Malta 1969.), "Jedan susret" (festival Split'71.), "Najljepša su jutra na tvom ramenu" (Zagreb '80.), "Otok ljubavi", "Ima netko" (Opatija '73.), "Kamo vodi ovaj put", "Vrati se", "Nek nam srce pjeva" (Internacionalni festival Tokijo '76.), "Bilo gdje da odem" (Split '74. i Sopot '74.), "Svatko živi zbog ljubavi" (Internacionalni festival Caracas '71.), "Dug je put do ljubavi" (festival Opatija '76.), "Nema povratka" (festival Skopje '71.), "Nuestro mundo" (3. nagrada na festivalu Atlantico Tenerife '69.), "Como el fuego" (1. nagrada na festivalu Malta'69.), "Vuelve regresa", "Isla del amor", "Let my heart keep singin'" (Tokyo '76., nagrada za interpretaciju), "Little love song", "Soeul'80" (2. nagrada), "Green, Green, Green" (2. nagrada na internacionalnom festivalu Cavan '88.), "Sleep Well", "My love" (1. nagrada na festivalu Curacao '86.), "Yes, we could try my Friend", (nagrada za arr, Los Angeles '84.) i mnoge druge.
- 1974. – Ivan pl. Zajc
- 1976. – Zlatna Arena za Seljačku bunu 1573.
- 1981. – Zlatna Arena za Banović Strahinju
- 1985. – Josip Štolcer Slavenski
- 1998. – nagrada "Milivoj Koerbler"
- 1999. – Povelja grada Zagreba
- 1997. – Porin za najbolji album originalne glazbe za kazalište, film i/ili TV - za Kralj je gol, te u kategoriji orkestra ili vokalno instrumentalnog ansambla za Kentaur XII
- 2004. – Porin za životno djelo
- 2021. – nagrada "50 godina" na Motovunskom filmskom festivalu[9]
- 2022. – nagrada Camille Europskoga saveza skladatelja i tekstopisaca za životno djelo[10]

## Najpoznatija djela
- Mjuzikli: "Velika trka", "Jalta, Jalta", "Dlakav život", "Car Franjo Josip u Zagrebu", "Kralj je gol" (Dobitnik Porina za kojeg je libreto napisao Milan Grgić), "Crveni otok" (Bulgakov, Kljaković, Grgić), "Vjenčani list" (Kishon, Kušan), "Tko pjeva zlo ne misli" (Drago Britvić).
- Televizijski mjuzikli: "Dramolet po Ciribiliju", "Porodično stablo" (Milan Grgić).
- Dječji mjuzikli: "Hvali more, drž se kraja" (Bjažić), "Bijela pustolovina" (Simonelli), "Andersenove priče" (Hitrec).
- Baleti: Kentaur XII (Dobitnik Porina), Pandorina kutija.
- Glazba za filmove: SCISSORS (sa Sharon Stone), Sky Bandits, Fear, Gymkata, The Girl, Kužiš stari moj, Seljačka buna, Banović Strahinja, Deps.
- Glazba za televizijske serije: Nikola Tesla, Mačak pod šljemom, Prizori iz obiteljskog života, Nepokoreni grad.

## Vanjske poveznice
- Hrvatsko društvo skladatelja: Kabiljo, Alfi (životopis)
- HDS ZAMP – Baza autora: Alfons (Alfi) Kabiljo (popis djela)
- Alfi Kabiljo u internetskoj bazi filmova IMDb-u (engl.)
- Croatian Pop Music - Alfi Kabiljo, životopis.
- Nacional.hr  Arhivirana inačica izvorne stranice od 25. veljače 2012. (Wayback Machine) - Intervju s Alfijem Kabiljom